# Лука (Хмільницький район)

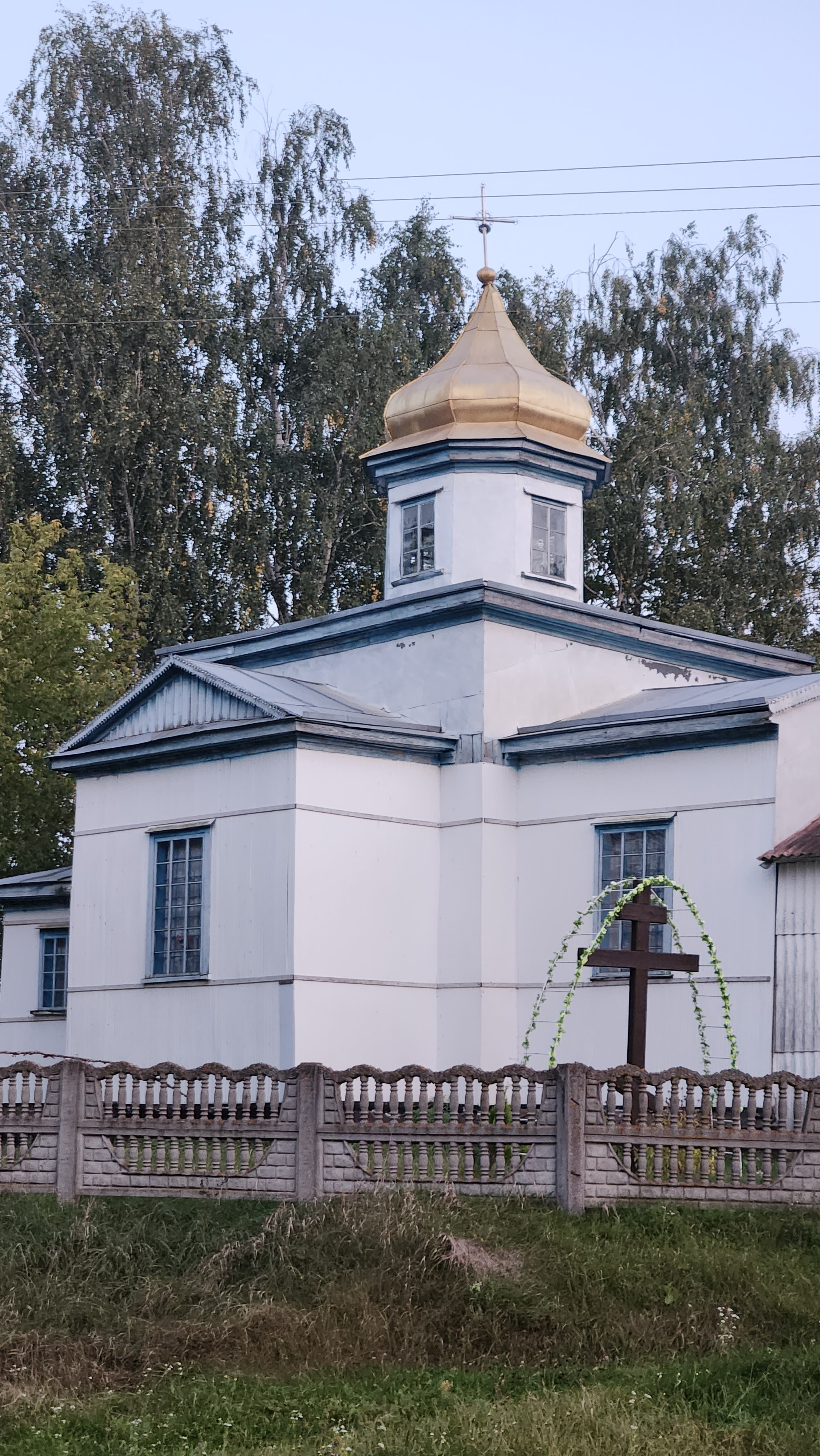
Церква Св. Миколая, с. Лука. 1914 р. Пам'ятка архітектури місцевого значення.

Лука́ — село в Україні, у Хмільницькій міській громаді Хмільницького району Вінницької області. Населення становить 216 осіб.

## Вперше згадується як Лука Медвежа 28 квітня 1481 р., записана як «пустка» на Теофіла і Георгія Єлтухів.[1]В 1631 р. Анною де Штемберг Острозькою, Волинською воєводиною місто Новий Костянтинів з селами Теси, Лука, Педоси, Янова Воля, з всіма належностями й прилеглостями до цих володінь передано у власність Александера Цетнера.[2]До 1722 р. знаходилось на лівому березі р. Цешка (зар. Тесівка). У цьому році власник Новокостянтинівського ключа Франциск Цетнер (внук А. Цетнера) переступив кордони з маєтком Дяківці і Березівки (належали Дяковським і польному гетьману А. М. Сенявському) і засновує нове село з назвою Лука (щоб довести що це його старе дідичне село) для старообрядців на правому березі річки. Старе ж село Лука (що було на лівому березі річки) переіменовує на Лучинці. В 1725 р. на захоплених дяківецьких і березівських землях засновує с. Медведівку, дещо пізніше - Росоховату і Погоріле, а також відбирає землі, що належали Летичівському костелу[3][4]. В пізніші часи входило до складу Новокостянтинівського ключа, яким володіли в різні часи магнати Цетнери, Жевуські, Чарторийські, Ярошинські, Кочубеї з назвою Лука Ново-Костянтинівська. Станом на 1905 рік у Луці Ново-Костянтинівській проживало 337 православних, 223 – римо-католиків, 291 житель чоловічої статі, 281 – жіночої і в загальному – 572 жителі[5]. 1 квітня 1911 р. останній місцевий землевласник М. П. Гріпарі здійснив акт дарування 600 сажнів землі в центрі села Лука для зведення церкви і облаштування цвинтаря[6]. Нову церкву на місці пилипівської каплиці вартістю 8 000 руб. під опікою чину Святого Миколая у Луці було урочисто освячено 9 листопада 1914 р[7]. У 1925 р. в Луці нараховувалось 167 домогосподарств, в яких проживало 725 осіб[8], а у 1926 - 737[9]. Станом на 1926 р. у релігійній громаді при храмі Св. Миколая с. Луки було 239 осіб, з них чоловіків – 110, жінок – 129. Неписьменними були 205, початкову освіту мали 34. До категорії незаможних відносилося 80 осіб, середняків – 130 і 29 були заможними. Вже станом на першу половину 1927 р. кількість прихожан різко зменшується. У списках фіксується 113 прізвищ віруючих, з яких 58 були чоловіками, а 55 жінками[10]. На початок 1929 р. у громаді нараховувалося тільки 82 парафіянина[11]. У 1924-1927 рр. 114 жителів Луки були парафіянами Новокостянтинівського костелу Св. Анни[12]. Свято-Миколаївська (святителя Миколая Чудотворця) церква є пам'яткою архітектури  місцевого значення[13].
- Погода в селі Лука [Архівовано 27 листопада 2020 у Wayback Machine.]

ЛІТЕРАТУРА:
________________________________________
1. ↑  Грамота братам Євтухам на Медвежу Луку, с. 24-25 АЮЗР ч. 8, vol. 1, № 16; Михайловський В. Документи подільських (кам’янецьких) генеральних старост на заставу королівщин (1442-1506 рр.)/В. Михайловський//Київська старовина: Науковий історико-філологічний журнал. – 03/2003. – N2. – С.65-81; Михайловський В. Історія, мова, географія: топоніми середньовічного Грамота братам Євтухам на Медвежу Луку, с. 24-25 АЮЗР ч. 8, vol. 1, № 16.
2. ↑  ДАХмО, Ф. 120. Оп. 1.     Спр. 3282.
3. ↑  ДАВіО, Ф.     Д. 489. Оп. 1. Спр. 2.
4. ↑  Гурська К.     Домові війни Новокостянтинівщини: Східний фронт. // Історія міст і сіл     Хмельниччини / ІІ всеукраїнська науково-практична конференція (селище     Ярмолинці, 27 червня 2025 р.). Ярмолинці – 2025.
5. ↑  Населенные     места Российской Империи в 500 и более жителей с указанием всего наличного     в них населения и числа жителей преобладающих вероисповеданий по данным первой     всеобщей переписи 1897 г. С-Петербург. 1905. – IX + 270 + 120 с.
6. ↑  ДАВіО Ф. Д. 323. Оп. 2. Спр. 111
7. ↑  ПЄВ, 1914 р., вип. №     44.
8. ↑  Населені     місця Поділля / Центральне статистичне управління України; Подільське     губерське статистичне бюро. ‒ Винниця: Держдрукарня ім. т. Леніна, 1925. ‒     512 с.
9. ↑  ДАВіО, Ф.     Р.-2100. Оп. 1. Спр. 10.
10. ↑  ДАВіО, Ф.     Р.-196, оп. 1, спр. 2738.
11. ↑  ДАВіО, Ф.     Р.-196, оп. 1, спр. 3068.
12. ↑  ДАВіО, Ф. Р.-196 Оп. 1, спр. 2742
13. ↑  Пам’ятки     історії та культури Вінницької області: словникова частина [Текст]/Упорядники:     Ю.А. Зінько, М.Р. Мудраченко та ін. - Вінниця: ДП “Державна картографічна     фабрика”, 2011. - 400 с.: табл.; кол. вкл.     фото [32]